# Maia, Bồ Đào Nha
Maia là một huyện thuộc tỉnh Porto, Bồ Đào Nha. Huyện này có diện tích 83 km², dân số thời điểm năm 2001 là 120111 người.